# Mayetta
Mayetta – miasto w Stanach Zjednoczonych, w stanie Kansas, w hrabstwie Jackson.